# Distrikt Ruhango
Der Distrikt Ruhango (Kinyarwanda Akarere ka Ruhango) ist einer von acht Distrikten in der Südprovinz von Ruanda.

## Geographie

### Lage und Verwaltungseinheiten
Der Distrikt hat eine Gesamtfläche von 628,8 km² und teilt sich in 9 Sektoren, 59 Zellen und 533 Dörfer. Die Sektoren sind Bweramana, Byimana, Kabagali, Kinazi, Kinihira, Mbuye, Mwendo, Ntongwe und Ruhango. Nachbardistrikte sind im Nordwesten Muhanga, im Nordosten Kamonyi, im Osten Bugesera, im Südosten Nyanza, im Südwesten Nyamagabe und im Westen Karongi.
Innerhalb des Distrikts befindet sich die gleichnamige Stadt Ruhango. Der Distrikt weist große Sumpfflächen auf. Im Osten bildet der Fluss Akagera die Grenze zum Nachbardistrikt Bugesera und im Nordwesten grenzt er an den Nyabarongo. Einer seiner Zuflüsse ist der Mwogo, der die südwestliche Distriktgrenze bildet. Zuflüsse des Akagera wiederum sind unter anderem der Muvuguto und Mukunguri, die entlang der Grenze im Südosten beziehungsweise Nordosten verlaufen.

### Klima
Aufgrund der Nähe zum Äquator variieren die Temperaturen über das Jahr hinweg kaum. Der jährliche Gesamtniederschlag innerhalb des Distrikts liegt zwischen rund 1000 mm im Osten und 1300 mm im Westen.

## Wirtschaft
Im Distrikt wird hauptsächlich Landwirtschaft und Viehzucht in Selbstversorgung betrieben. Hauptanbauprodukte sind Kartoffeln, Bohnen, Mais, Reis und Kaffee.

## Politik
Regierungschef ist seit Mai 2018 Valens Habarurema. 2021 wurde er wiedergewählt.

## Bevölkerung

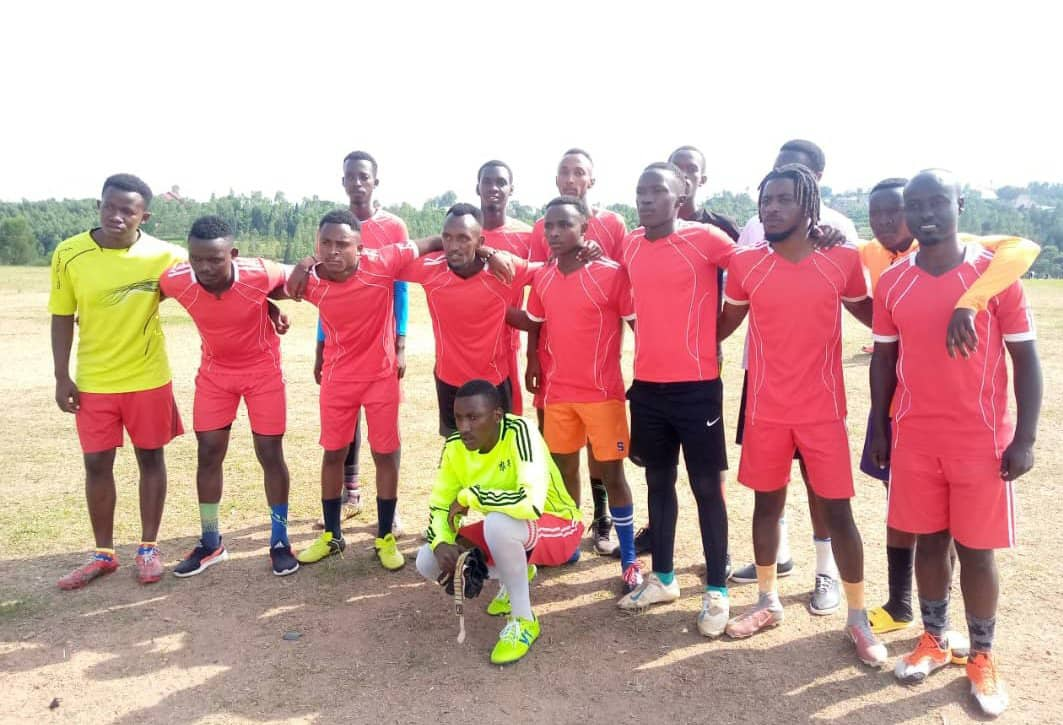
Lokales Fußballteam

Nach dem Zensus 2022 beträgt die Einwohnerzahl 359.121. Davon sind 187.025 Frauen und 172.096 Männer, verteilt auf 94.508 Haushalte. Der Bevölkerungstrend ist zunehmend.
|          |           | Fläche [km²] | 2002    | 2012    | 2022    |
| -------- | --------- | ------------ | ------- | ------- | ------- |
| Distrikt | Ruhango   | 626,5        | 245.833 | 319.885 | 359.121 |
| Sektor   | Bweramana | 626,5        |         | 29.095  | 31.152  |
| Sektor   | Byimana   | 61,52        |         | 33.903  | 40.046  |
| Sektor   | Kabagali  | 60,28        |         | 23.855  | 25.602  |
| Sektor   | Kinazi    | 87,43        |         | 43.658  | 51.016  |
| Sektor   | Kinihira  | 60,23        |         | 24.960  | 25.932  |
| Sektor   | Mbuye     | 77,19        |         | 41.004  | 45.747  |
| Sektor   | Mwendo    | 56,18        |         | 25.965  | 25.908  |
| Sektor   | Ntongwe   | 73,23        |         | 31.745  | 38.100  |
| Sektor   | Ruhango   | 94,51        |         | 65.700  | 75.618  |

## Verkehr

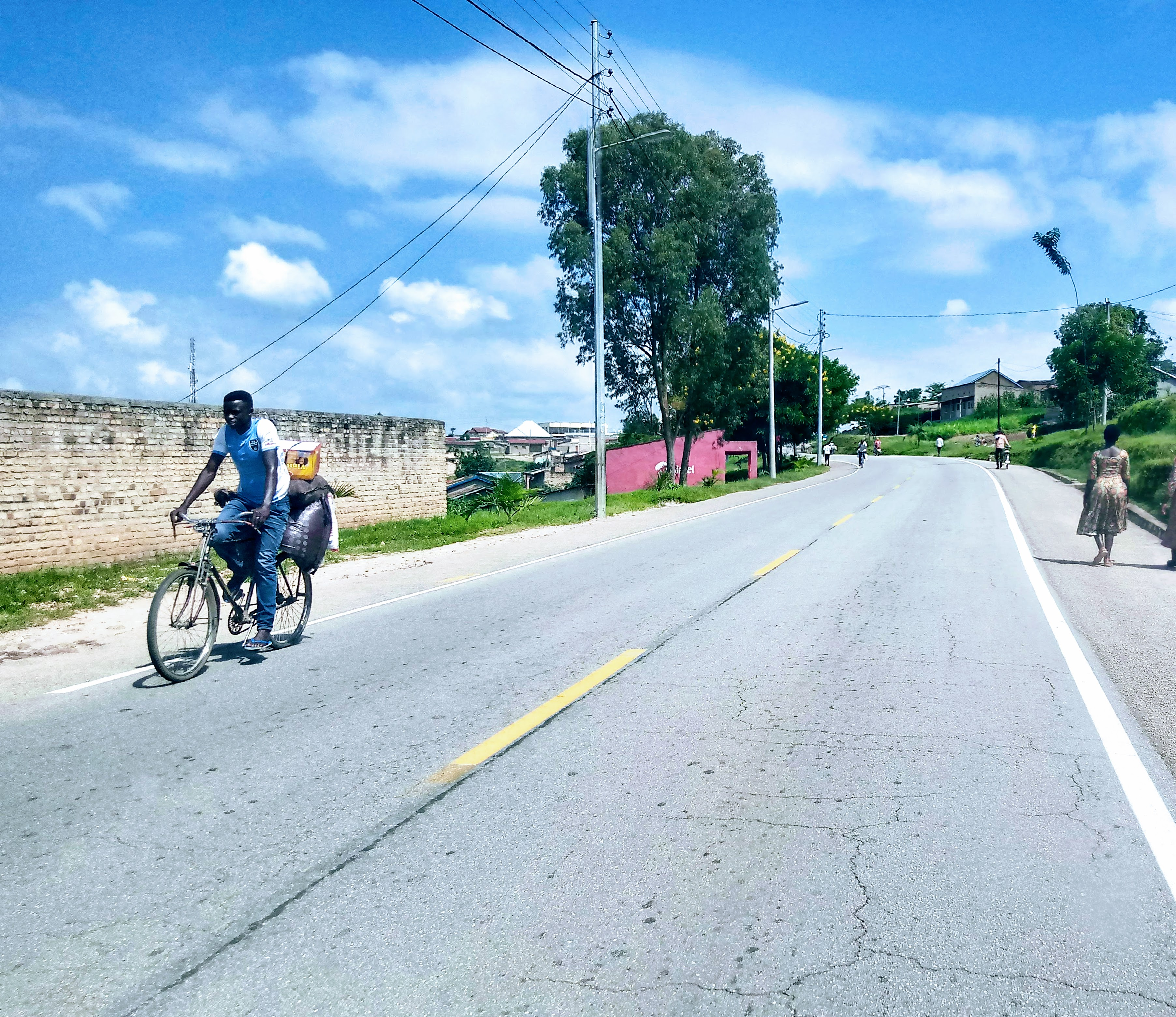
Straße durch Ruhango

Durch den Distrikt Ruhango verläuft mittig etwa in nord-Süd-Richtung die Nationalstraße 1. Diese durchläuft die Stadt Ruhango, innerhalb der in Ost- und Westrichtung die Nationalstraße 7 abzweigt. Durch die Westhälfte des Distrikts führt zudem in Südwest-Nordost-Richtung die mit den beiden anderen verbundene Nationalstraße 13. Innerhalb des Distrikts ist Stand 2022 lediglich die Nationalstraße 1 asphaltiert, nicht jedoch die anderen Nationalstraßen und District Roads.